# Ford Transit
Ford Transit je dodávkový automobil, který vyrábí evropská pobočka automobilky Ford od roku 1965 až dodnes. Je jednou z nejprodávanějších a nejznámějších dodávek na světě. V roce 2006 se stal nejprodávanějším dováženým automobilem i v České republice. Celkem bylo vyrobeno přes 5 000 000 těchto aut.
Tento vůz byl vyráběn v šesti modernizovaných verzích, sedmá se vyrábí dnes. Počítá-li se i vůz vyráběný v Německu, je počet generací 8.
Ford u Transitu v roce 1965 poprvé použil řešení s motorem před řidičem u dodávkového automobilu. Většina konkurence k němu přešla v osmdesátých až devadesátých letech.

## 1953–1965
Ford FK 1000/Ford Taunus Transit byl vyráběn od roku 1953 do roku 1965 i když název Taunus Transit měl až od roku 1961. Na rozdíl od ostatních Transitů byl vyráběn v Kolíně nad Rýnem v Německu. Pojmenování Mk1 (první generace) se většinou používá až pro novější britské vozy.

## 1965–1978
Výroba prvního pravého Transitu byla zahájena roku 1965, nahradil dodávkový automobil Ford 400E Thames.
Továrna původně byla v jihoanglickém Langley, kde se za druhé světové války vyráběly letadla. Kvůli vysoké poptávce se výroba přesunula do Southamptonu, který se nachází rovněž v jižní Anglii a do turecké provincie Kocaeli, v obou těchto místech se Transity vyrábějí dodnes.
Ford Transit byl vyráběn v mnoha provedeních: klasické dodávky pick-upy, valníky, MPV a další. Motory měly objem 1,7 nebo 2 litry a výkon 32 kW. Dále byl k dispozici vznětový motor, vozy jím vybavené se dají poznat kvůli protažené kapotě, motor byl příliš dlouhý na to aby se vešel do klasické, kterou měla benzinová auta.
Produkce tohoto vozu byla ukončena roku 1978, kdy ho nahradila nová generace.

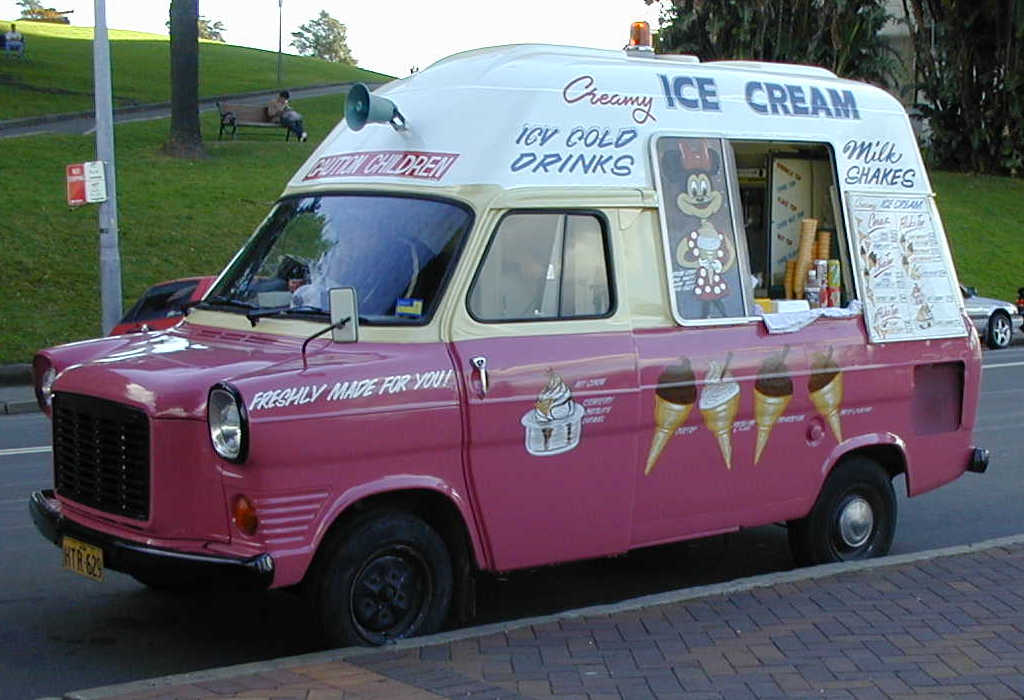
Dieselový Transit s protaženým „nosem“
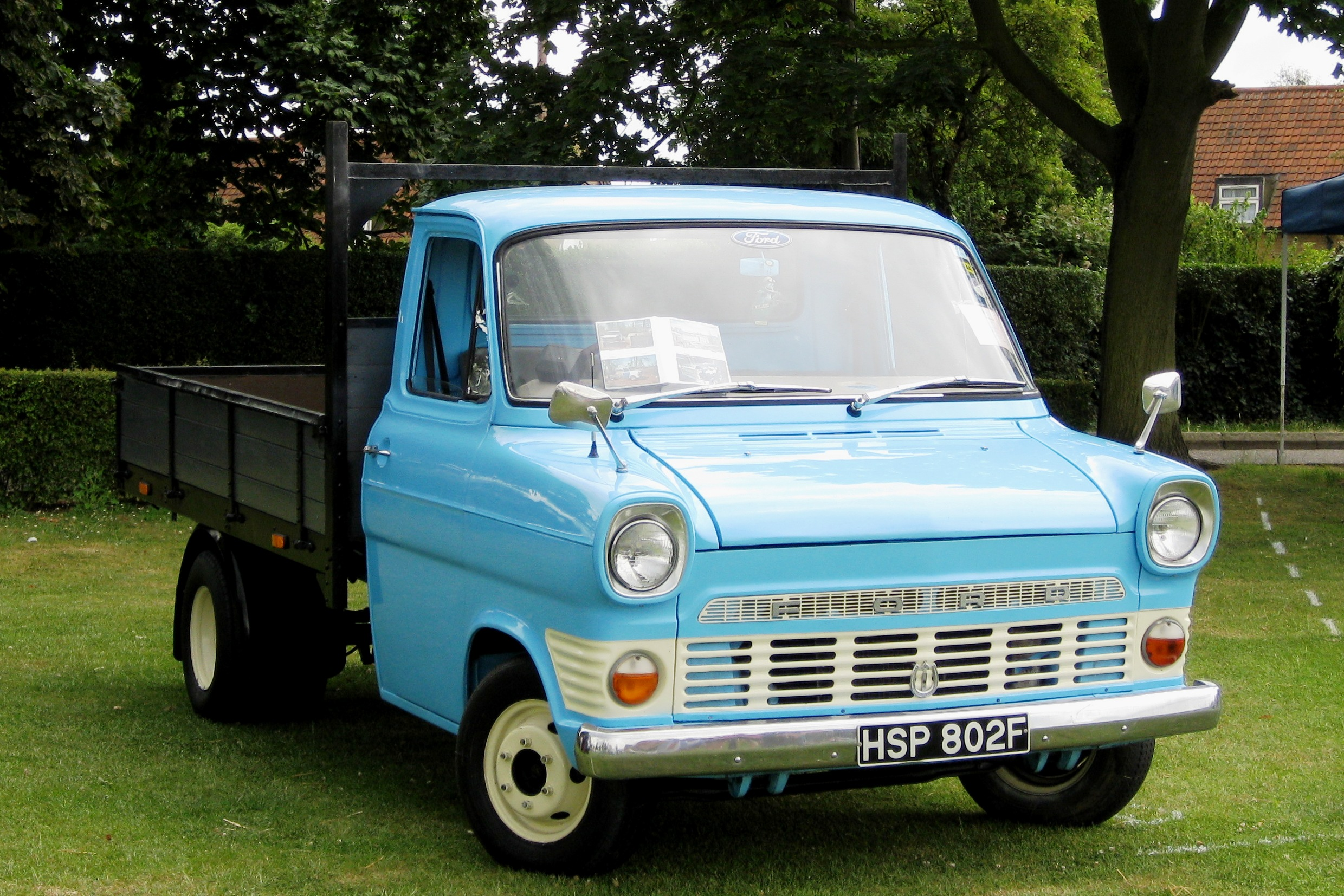
Valníková nástavba

## 1978–1986
První modernizace Transitu proběhla v březnu 1978. Nové modely měly jiný tvar přední části, jiný interiér a více možných motorů – „Pinto“ z modelu Cortina a později i „Kent“, který také pocházel z Cortiny. Ke konci výroby proběhl menší facelift, např. mřížka chladiče dostala černé pogumování. Výroba byla ukončena v roce 1986.

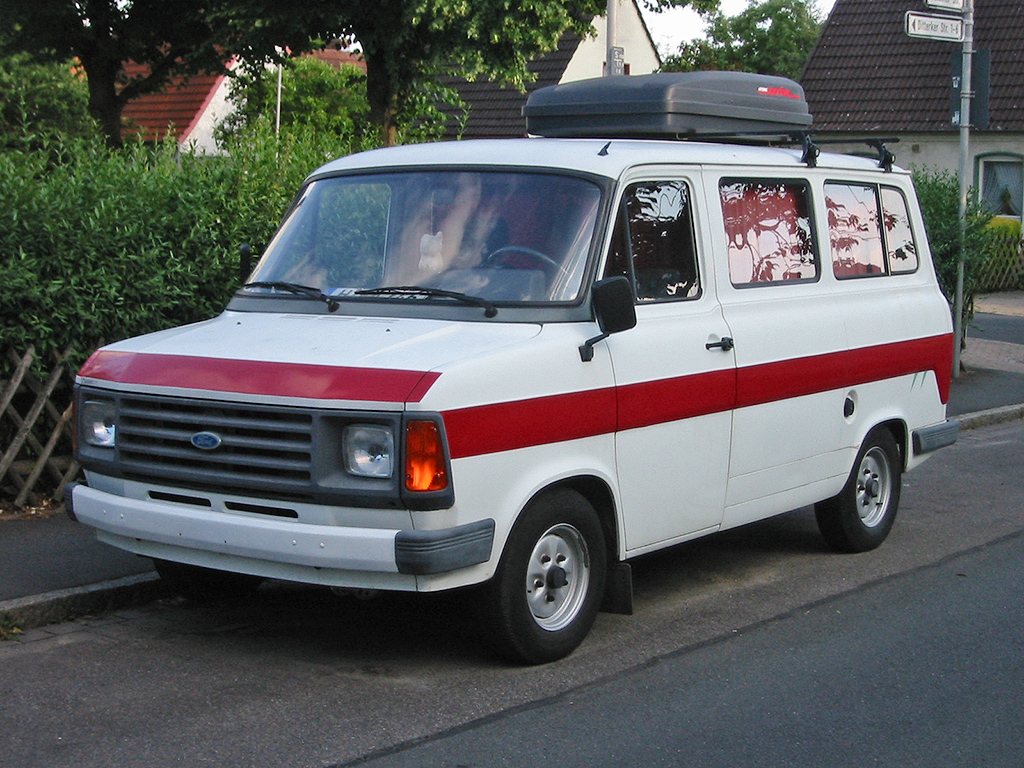
Transit II po faceliftu

## 01/1986–07/1991 a 08/1991-07/1994
Od ledna 1986 měly Transity zcela novou karoserii a nezávislé zavěšení předních kol u podvozků s jednoduchou montáží kol. U verzí s dvojitou montáží kol na zadní nápravě se ještě stále používala tuhá přední náprava. Většina motorů zůstala zachována z předchozí verze. Třetí generace byla první, která se dovážela do Česka. 
Od 08/91 byl proveden malý facelift –  u všech verzí se už používalo jen nezávislé zavěšení předních kol, zaoblily se přední světlomety a inovovala se palubní deska vč. přístrojového štítu. Omezila se nabídka benzínových motorů, Pro splnění přísnějších emisních norem zůstaly jen inovované, vybavené katalyzátorem. Nabídka vznětových motorů byla, opět, vhledem ke zpřísněným emisním normám, lehce inovována. Motory DI měly sníženou kouřivost a jeden (4FA) byl vybaven oxidačním katalyzátorem. Turbomotory byly vybaveny elektronicky řízeným vstřikovacím čerpadlem Lucas EPIC a verze 85PS (4GA) byla také vybavena oxidačním katalyzátorem.
Roku 1994 byl nahrazen novou generací.
Motory 01/86-07/91:
```
          1,6 LC OHC VV        (karb.) 63PS BA91 (i bezolovnatý)
          2,0 LC OHC VV        (karb.) 75/76PS BA91 (i bezolovnatý, 75PS také s aut. př.)
          2,0 LC OHC           (karb.) 76PS BA91 (i bezolovnatý)
          2,0 LC OHC CFI EECIV (centrální vstřik.)  78/82PS BA95 (bezolovnatý)
          2,9 HC V6 EFI EECIV  (vícebodové vstřik.) 150PS BA91 (i bezolovnatý)
          3,0 LC V6 ESX 1V (karb.) 100PS BA91 (olovnatý)   
          2,5 DI-Diesel 68/70PS (70PS také s aut.př.)
          2,5 Turbodiesel 80PS
```

Motory 08/91-07/94:
```
          2,0 HC OHC 2V ESCII  (karb. WEBER) 90PS BA95 (bezolovnatý, neřízený katalyzátor)
          2,0 HC OHC EFI EECIV (vícebodové vstřik.) 98PS BA95 (bezolovnatý)  
          2,9 HC V6  EFI EECIV (vícebodové vstřik.) 145PS BA95 (bezolovnatý)  
          2,5 DI-Diesel 70/80PS
          2,5 Turbodiesel EPIC EDC (elektronicky řízené vstřik. čerpadlo) 85/100PS 
```

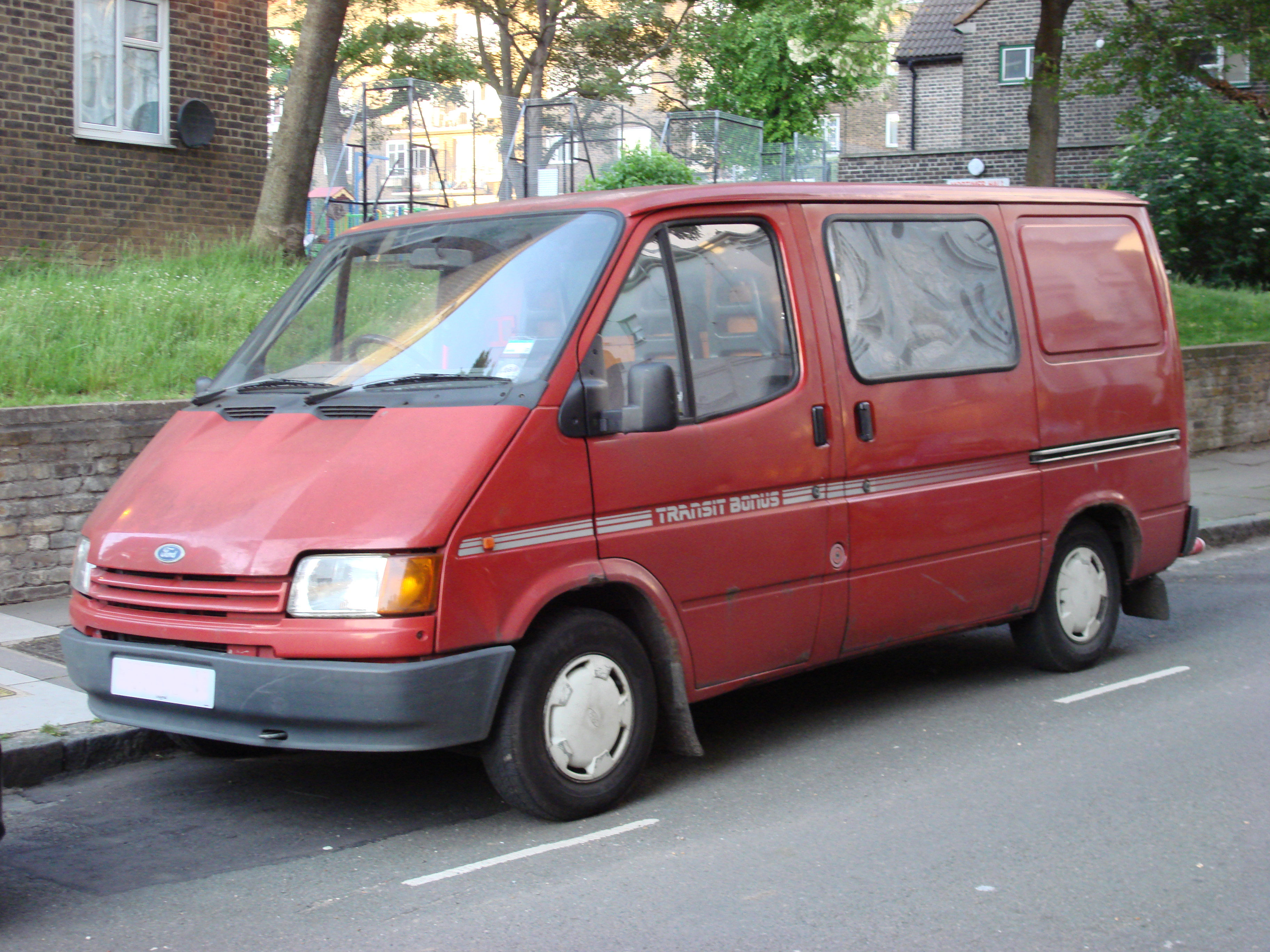
Původní Transit
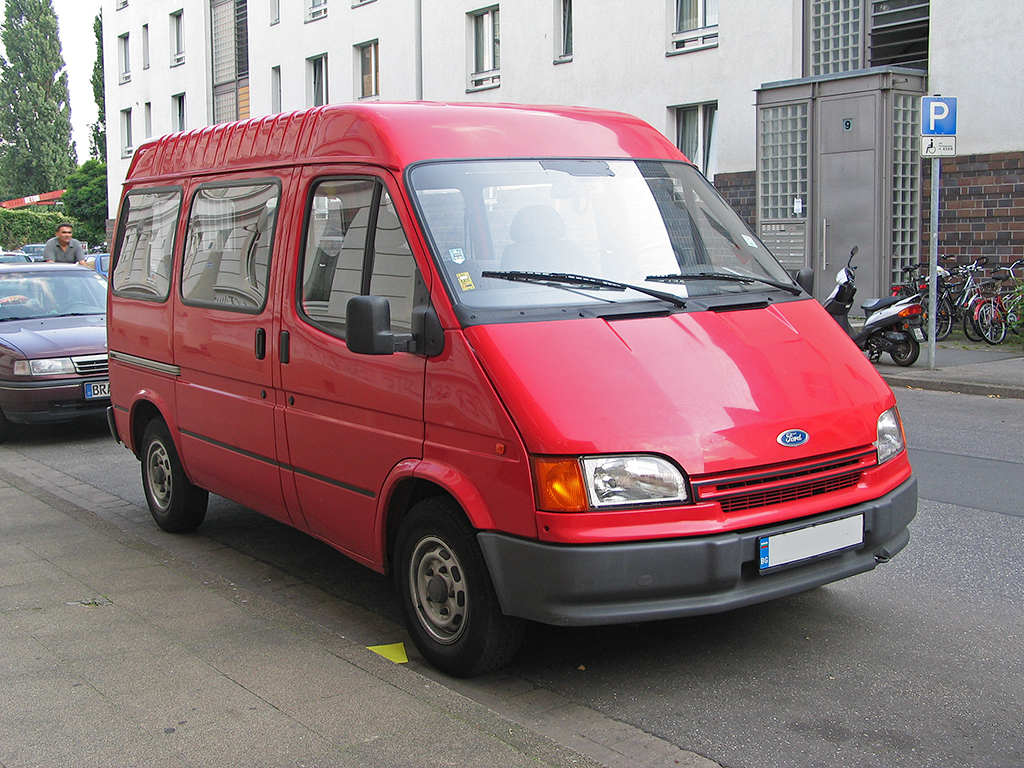
Zaoblená verze

## 1994–2000

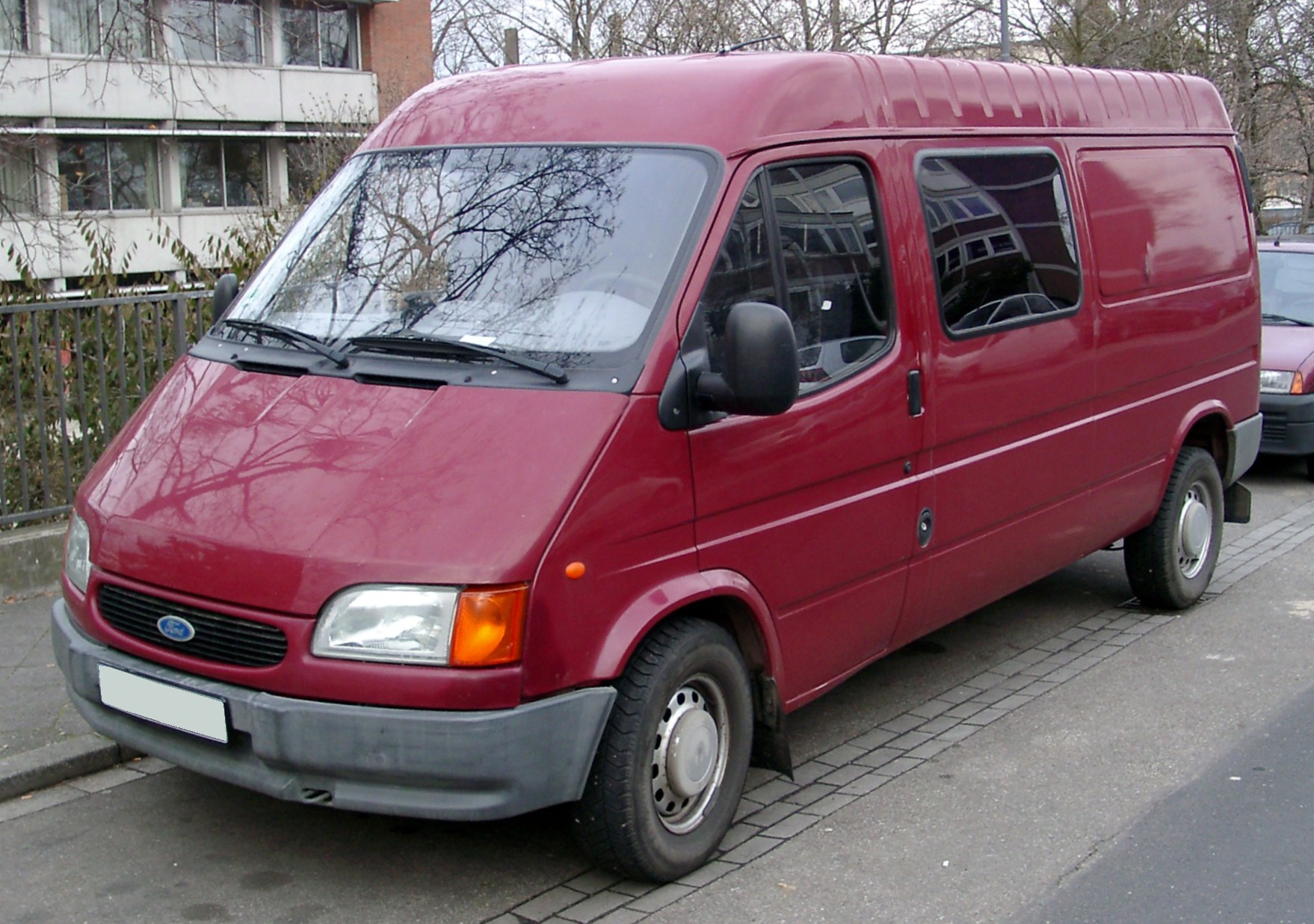
Ford Transit 1994

Další modernizace proběhla v roce 1995. Transit měl novou palubní desku, světla a mřížku chladiče, tvar vozu zůstal stejný. Na rozdíl od předchozí generace měl nové motory. Jako mimořádná výbava nového Transitu byla i klimatizace, centrální zamykání, elektrické ovládání oken a zrcátek a airbagy. Byl nazýván „smiley“ podle masky ve tvaru úsměvu.

## 2000–2006

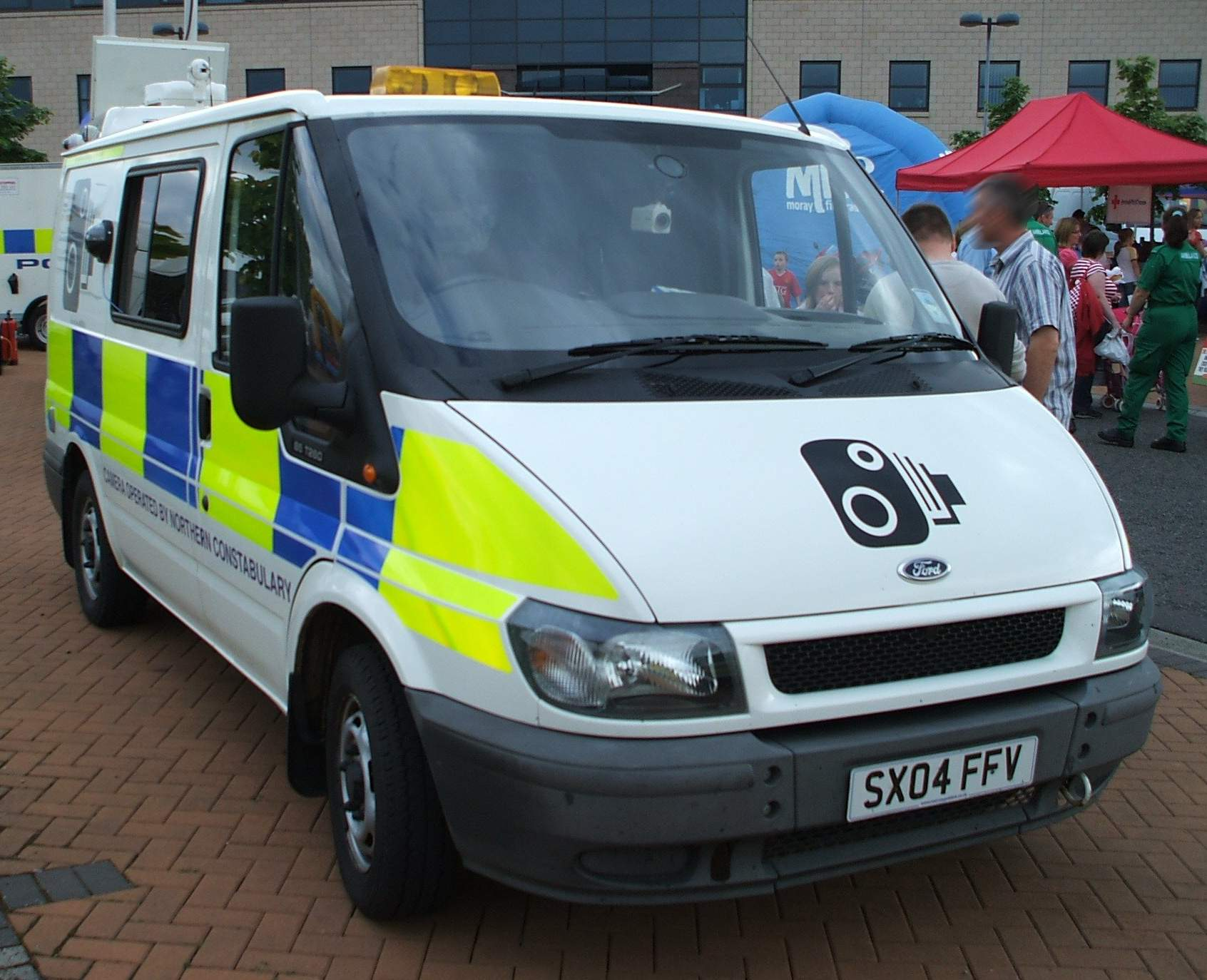
Ford Transit 2000

Šestá generace se vyráběla od července 2000. Měla opět nový vzhled přední části vozu. Byl k dispozici s pohonem předních nebo zadních kol, měl dokoupitelnou automatickou převodovku. Transit šesté generace vyhrál mezinárodní soutěž Dodávkový automobil roku 2001 „Van roku 2001“. Dne 18. července 2005 byl vyroben pětimiliontý Ford Transit.

## 2006–2013
V srpnu 2006 byl Transit posedmé faceliftován. Opět byla změněna přední část vozu, interiér a motory. V roce 2007 podruhé vyhrál mezinárodní soutěž dodávka roku.
Tato generace na úspěch předchozích generací navazuje díky nabídce 60 základních struktur a stylů karoserie vycházejících ze tří variant rozvoru a čtyř základních délek vozu (krátká, střední, velká a Jumbo, která má stejný rozvor jako velká) a možností volby mezi pohonem předních, zadních i všech čtyř kol.

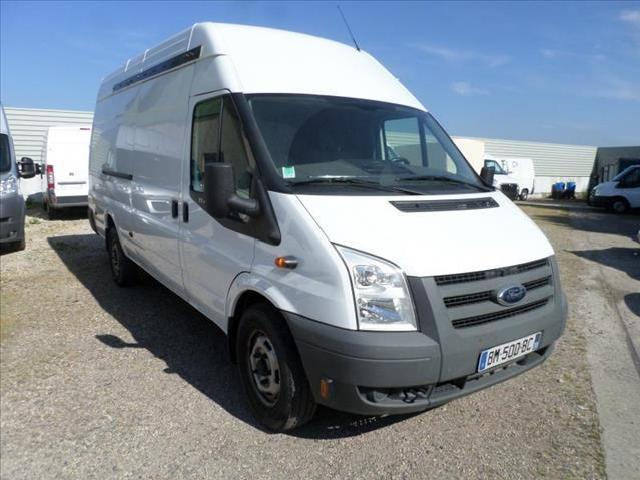
Ford Transit po faceliftu v roce 2006

### Ford Transit Sport

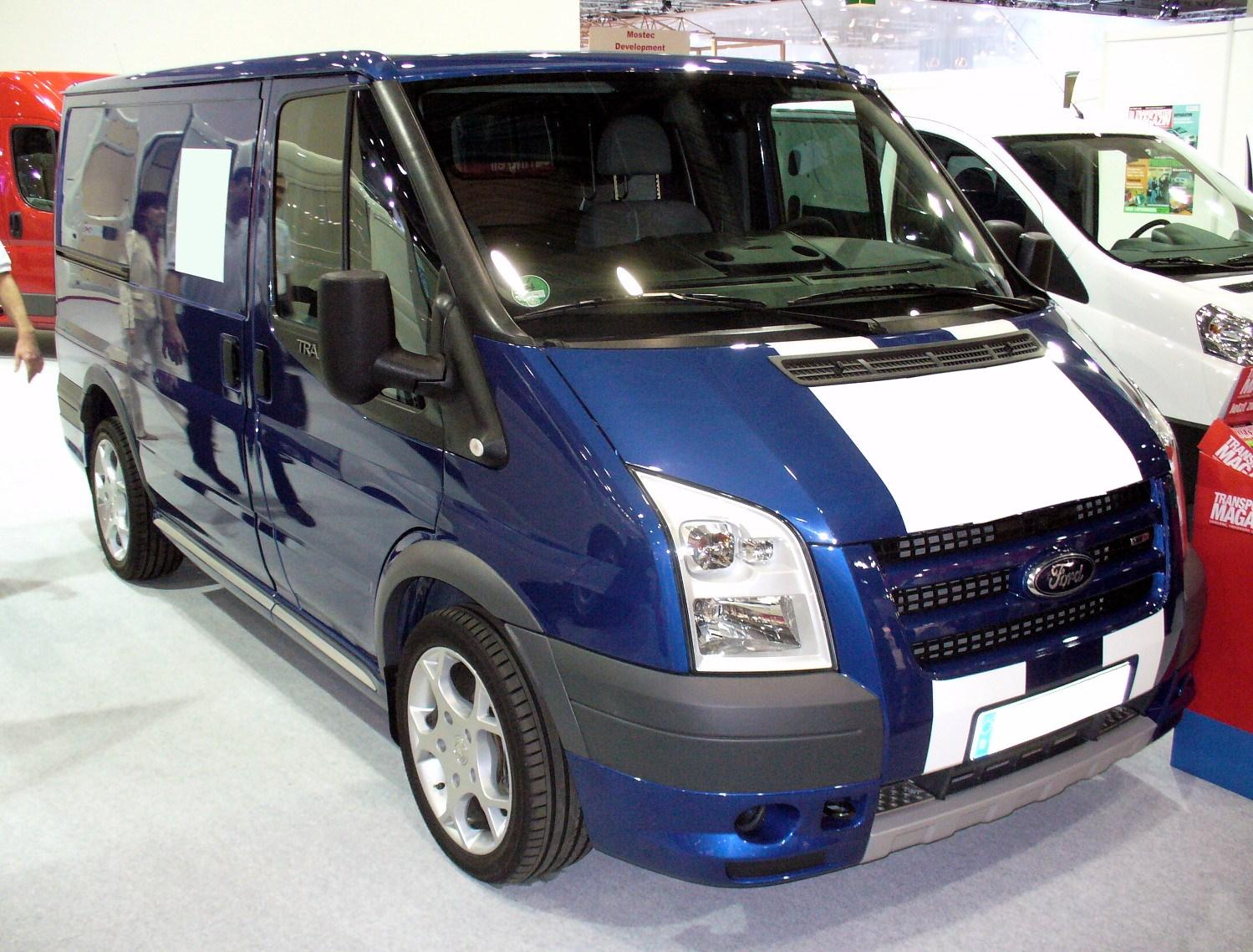
Ford Transit Sport

V roce 2006 byla představena edice „Sport Van“. Jedná se o upravenou verzi Trend. Díky tomu že je úpravou této varianty dostala sportovní verze automaticky výbavu, jakou jsou mlhovky, klimatizace, mřížka chladiče v barvě karoserie, kožený volant a kožená řadicí páka.
Avšak oproti Transitu Trend se liší např. motorem o objemu 2,2 l s výkonem 103 kW (140 koní). Motor byl nejdříve slabší – 96 kW (130 koní), ale roku 2007 byl nahrazen. V roce 2008 se do Transitu Sport začal přidávat i slabší motor s 81 kW (110 koní).
Dalšími rozdíly jsou litá 18" kola z lehkých slitin a jiné některé součástky ve stylu „Le Mans“ (protaženější přední spoiler, rozšířené boční lemy a lemy blatníků). Transit Sport se prodává ve třech barvách (černá, dva odstíny modré) a uprostřed kapoty má dva bílé pruhy.

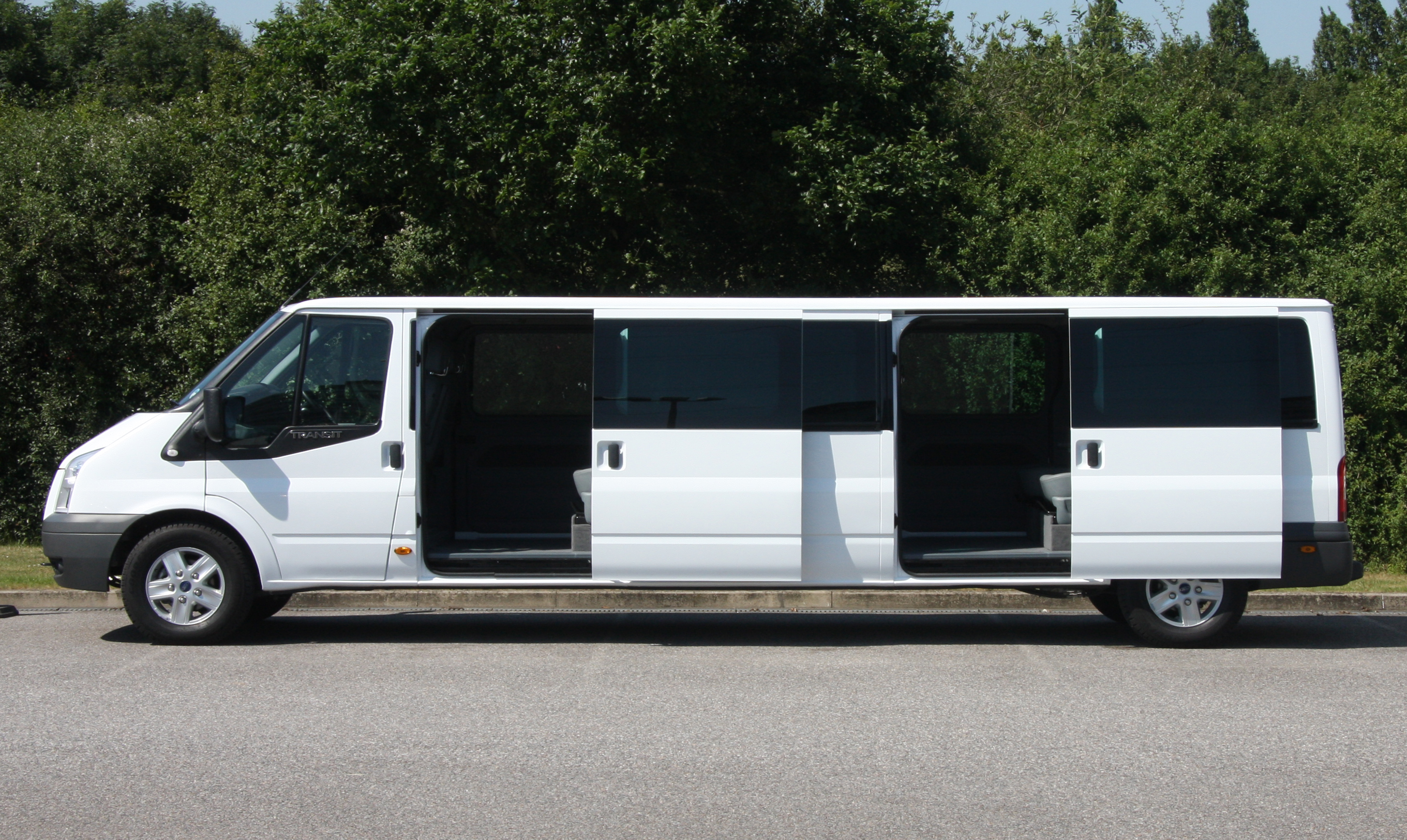
Ford Transit XXL

### Transit XXL
Ford Transit XXL je automobil vyrobený na oslavu výhry soutěže Dodávkový automobil roku 2007. Přední a zadní část vozu je shodná s originálním Transitem sedmé generace, uprostřed je však mnohem delší i než Ford Transit Jumbo (největší vyráběná verze Transitu). Měří 7,4 metrů. Je pravděpodobně největší a nejdražší Transit, který se kdy vyrobil.

## Ford Transit Connect

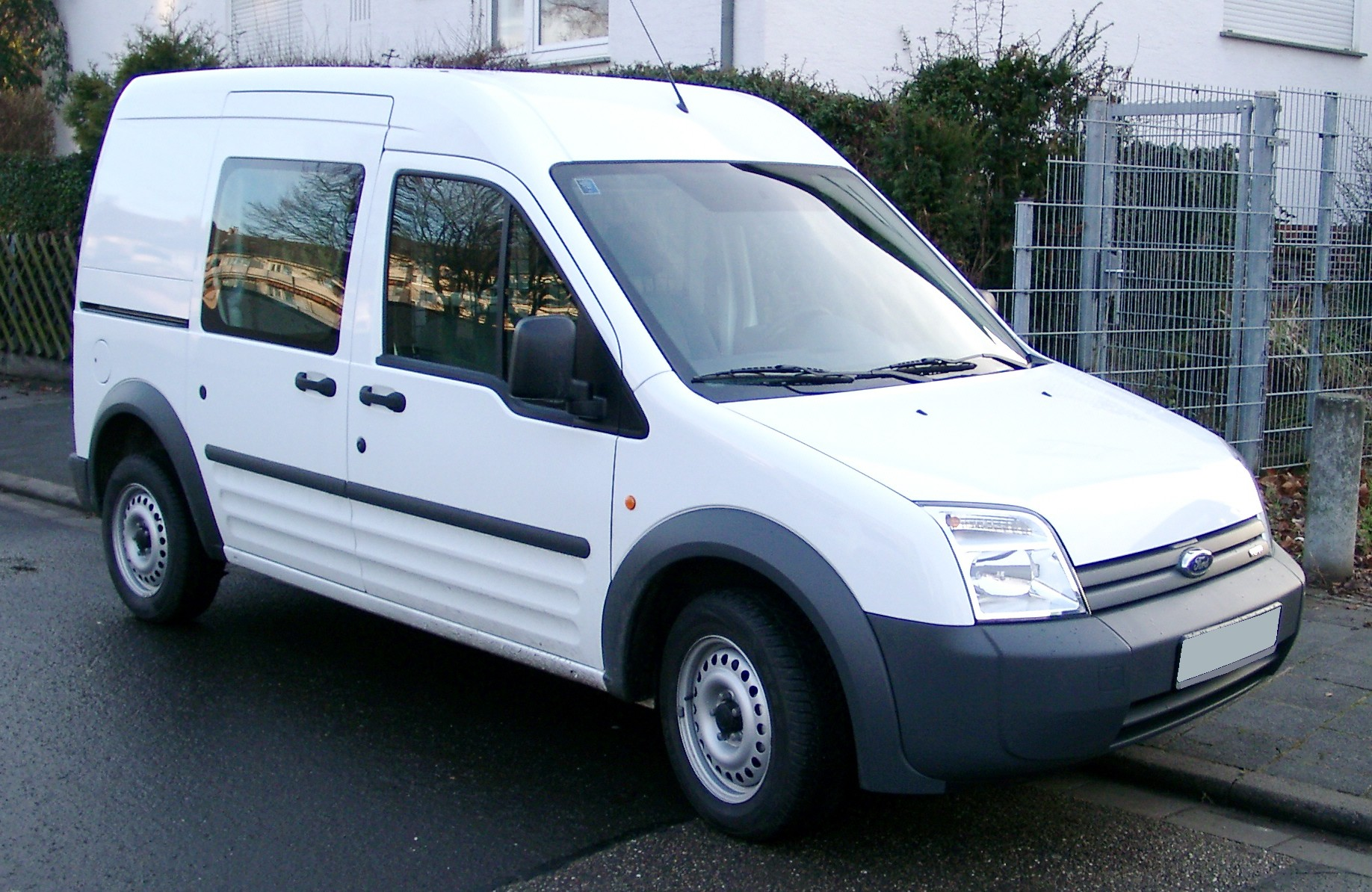
Ford Transit Connect po modernizaci v roce 2006

Ford Transit Connect je menší dodávkový automobil. Vyrábí se od roku 2002 v Turecku. Od stejné doby je ve výrobě i Ford Tourneo Connect, verze určená pro přepravu lidí. Od září 2009 se vyrábí i v rumunské automobilce Automobile Craiova. Transit Connect nahradil užitkové vozy odvozené od modelů Escort a Fiesta. Je postaven na platformě Fordu Focus[zdroj?], vzhledově se podobá Transitu.

## 2013–dodnes

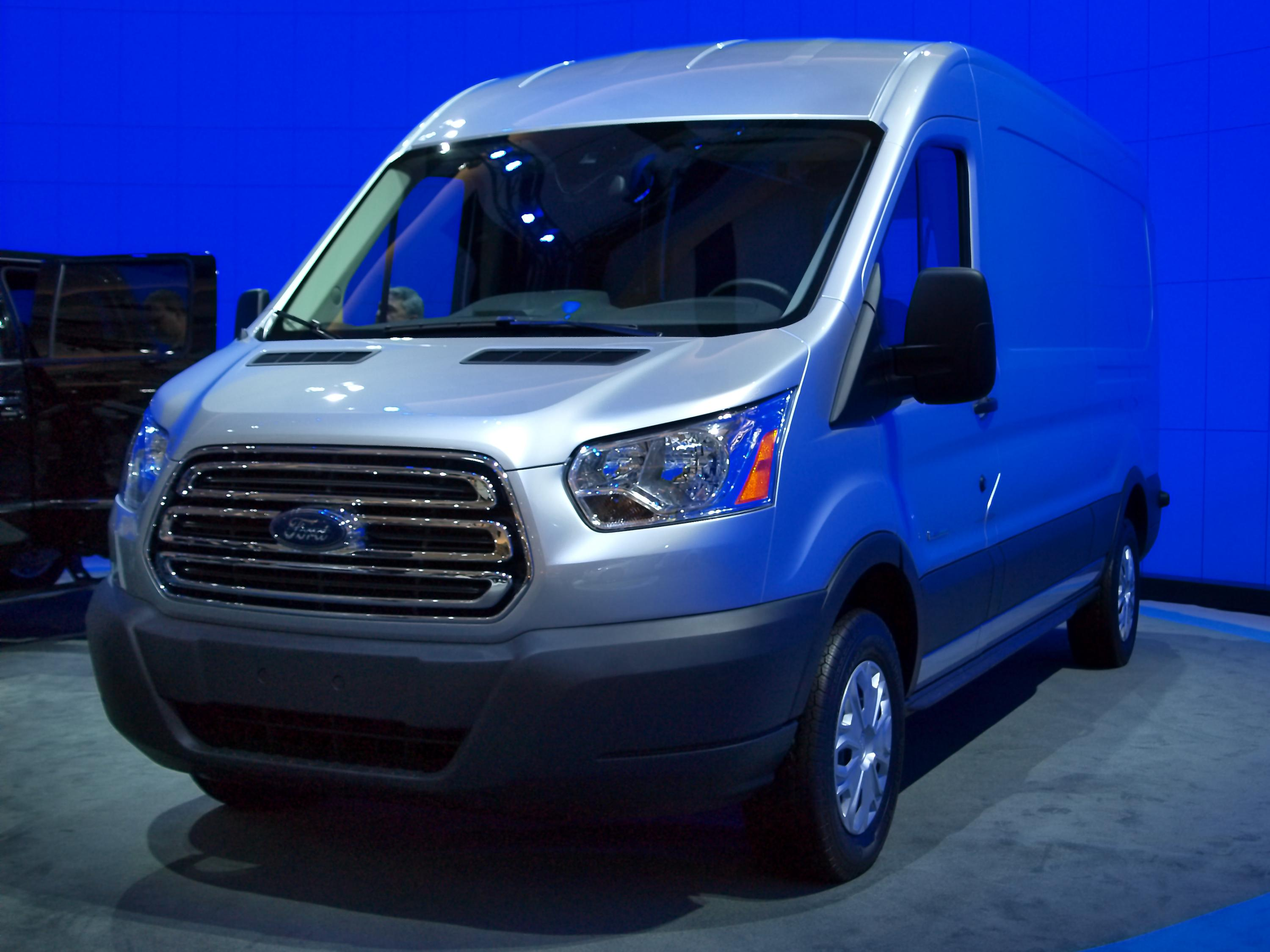
Transit 2013

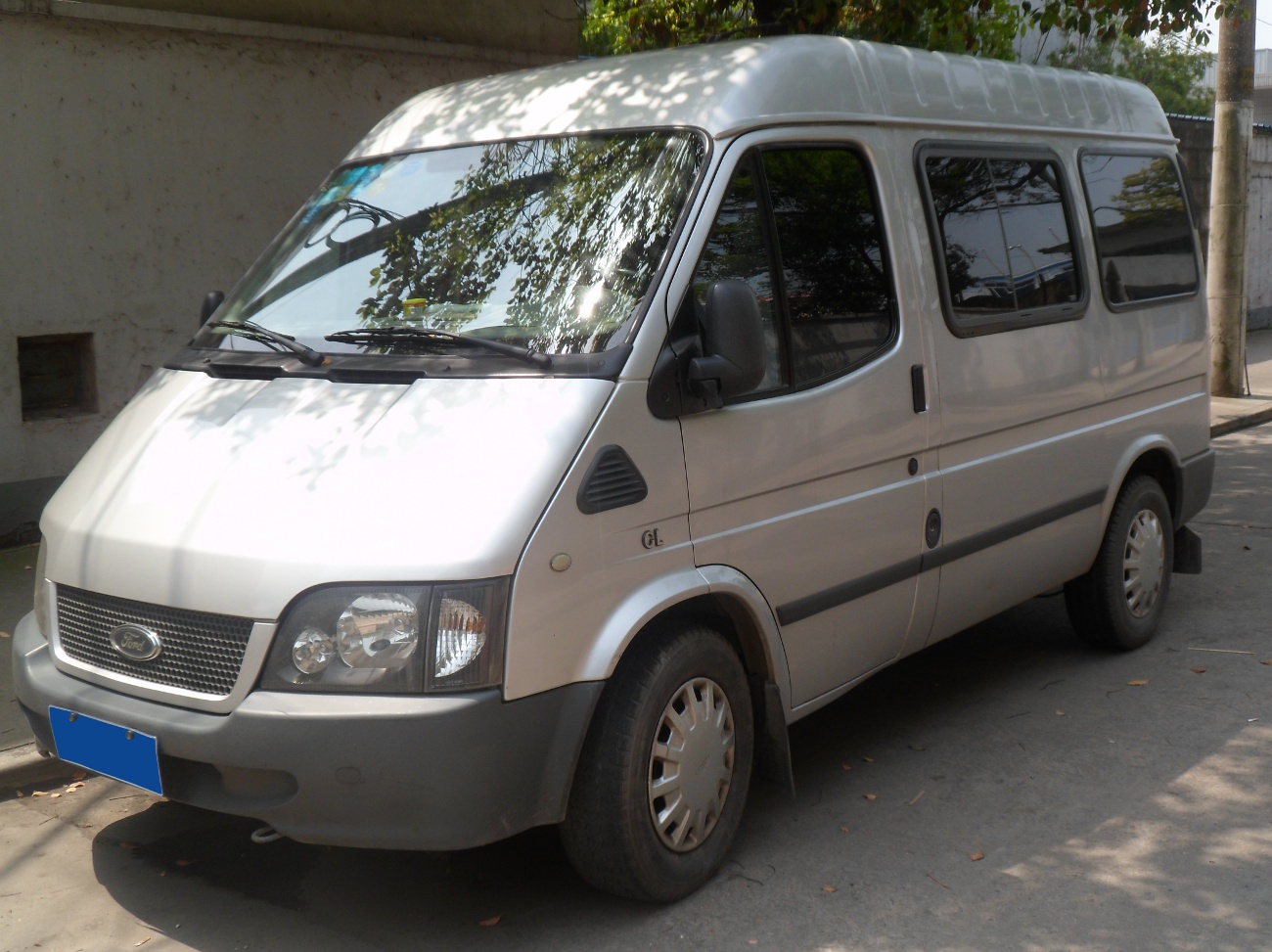
Transit v Číně

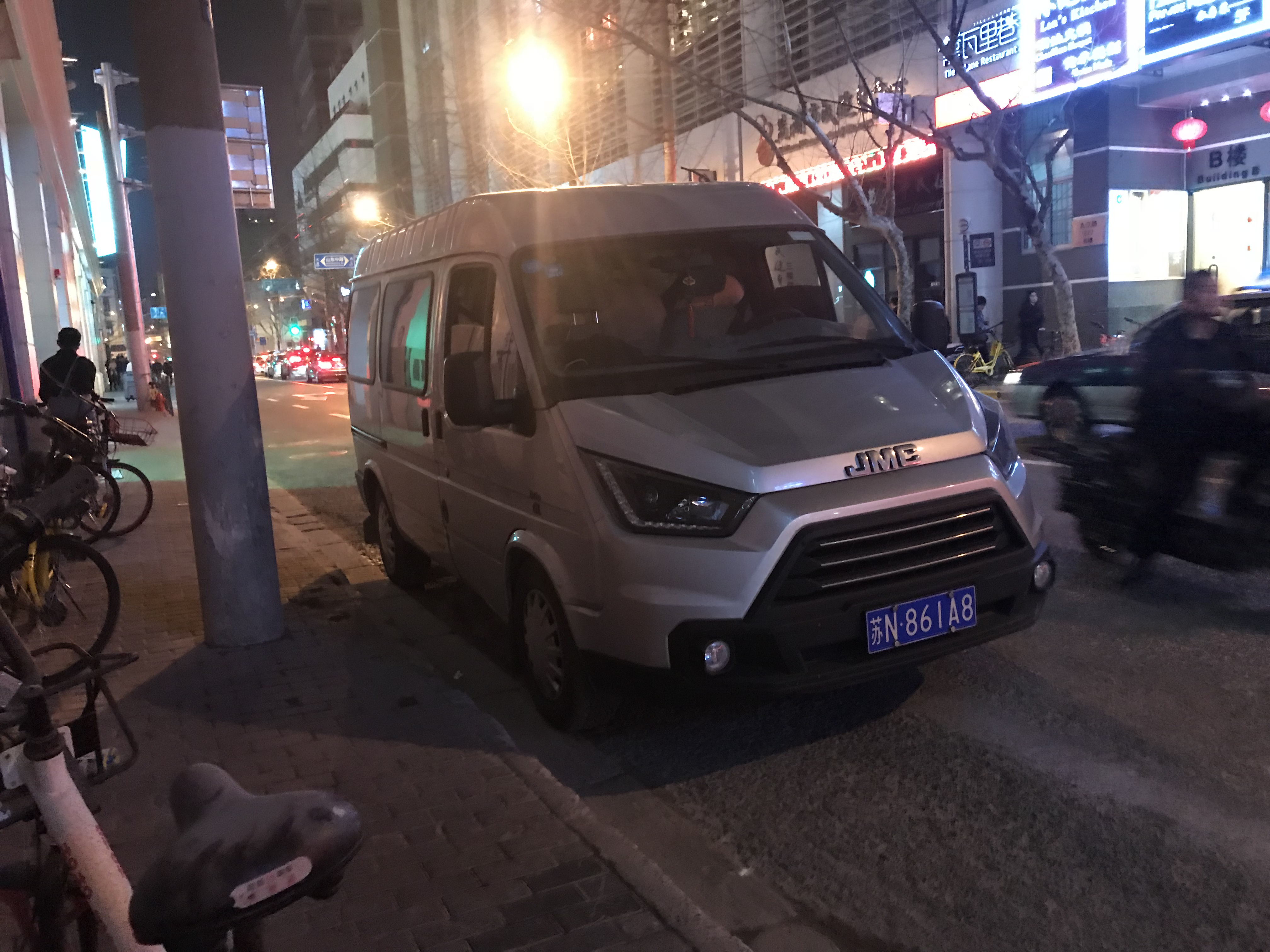
JMC Teshun

Tento model byl poprvé představen v lednu roku 2013 na North American International Auto Show v Detroitu. Poprvé v historii se dělí na dvě různé verze:
- Transit Custom – menší automobil s pohonem předních kol. Jeho konkurent je především Mercedes-Benz Viano a Volkswagen Transporter.
- Tourneo Custom – téměř identický s Transitem Custom, co se rozměrů týče. Koncipovaný je však převážně jako větší rodinný vůz.
- Transit – větší dodávka pro přepravu velkého množství nákladu a případně i osob (záleží na konfiguraci).

Celý automobil vychází z jednotného Edge stylu, který vyvinul Ford. Interiér je stylizován podle třetí generace Fordu Focus. Evropské a asijské vozy pocházejí z továrny v Turecku, americké z továrny v Missouri.

## Čínská produkce (2006–2017)
Ford Transit VJX6541DK-M je specifická verze, vyráběná pouze pro Čínu. Vychází z verze, která se vyráběla od roku 1986 do roku 2003.[zdroj?] Byl změněn interiér a některé prvky (např. ABS) jsou pouze volitelné.

## JMC Teshun (2017–dodnes)
Lehce přeměněná verze původního čínského Transitu se jmenuje JMC Teshun a od roku 2017 dodnes vyjíždí z té samé výrobní linky, která do roku 2017 v Číně vyráběla Transit VJX6541DK-M.

## Další verze Fordu Transit

### Terénní 4x4
Využíván hlavně v Británii a u horských záchranných služeb.

### Tourneo

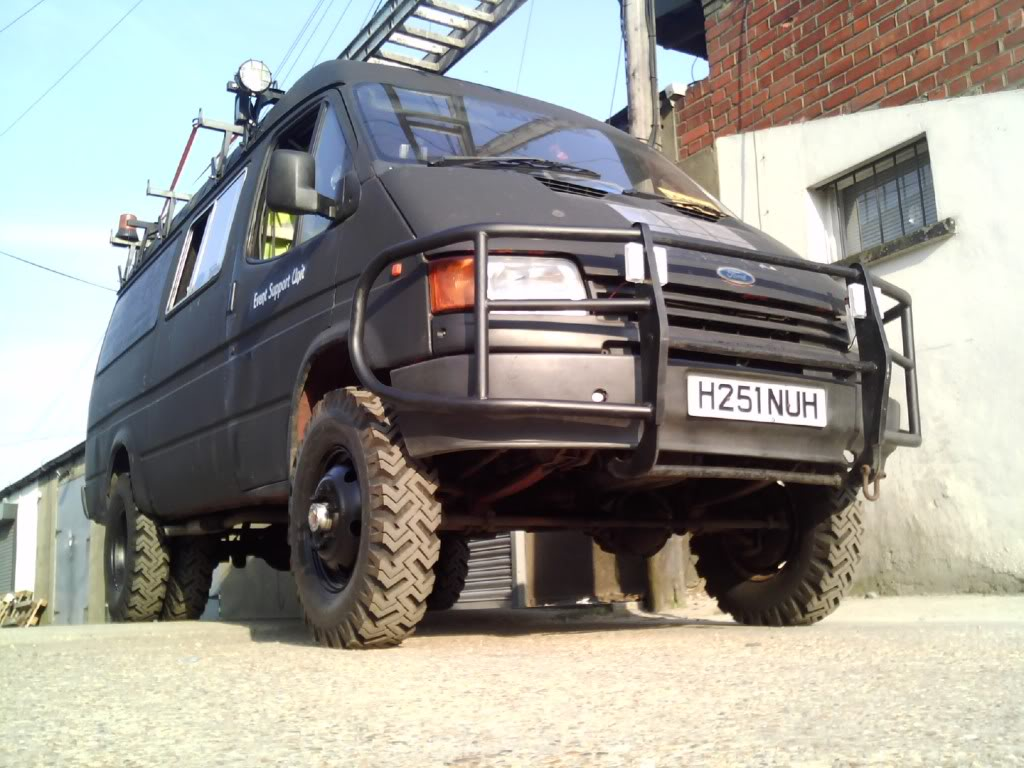
Transit 4x4

Tak se jmenuje Ford Transit, upravený pro přepravu osob. Má více sedadel, odstraněna byla přepážka mezi řidičem a zadní částí vozu a přidána byla zadní okénka.

### Reference

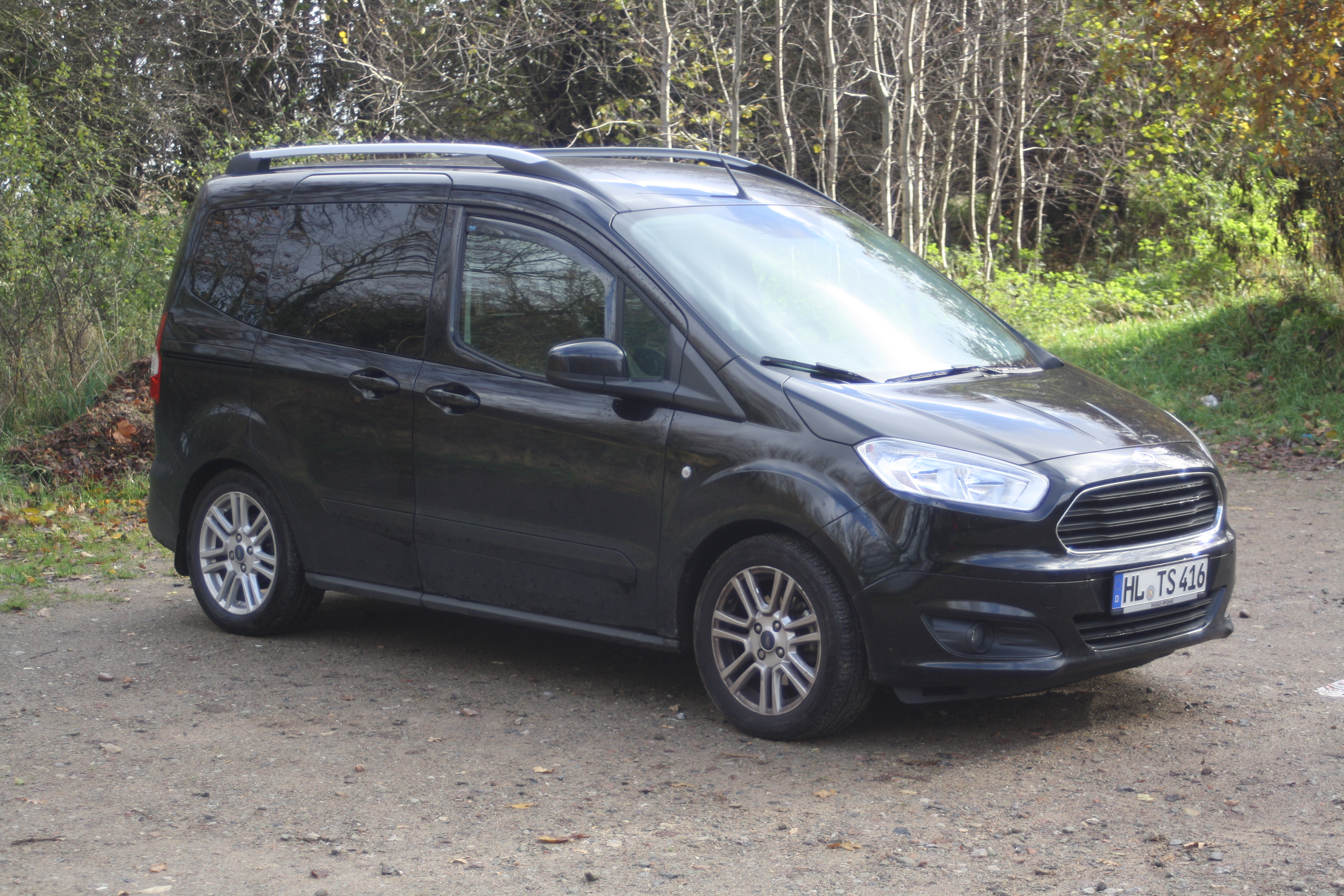
Ford Tourneo